# Ecoparque Sensorial da Pia do Urso

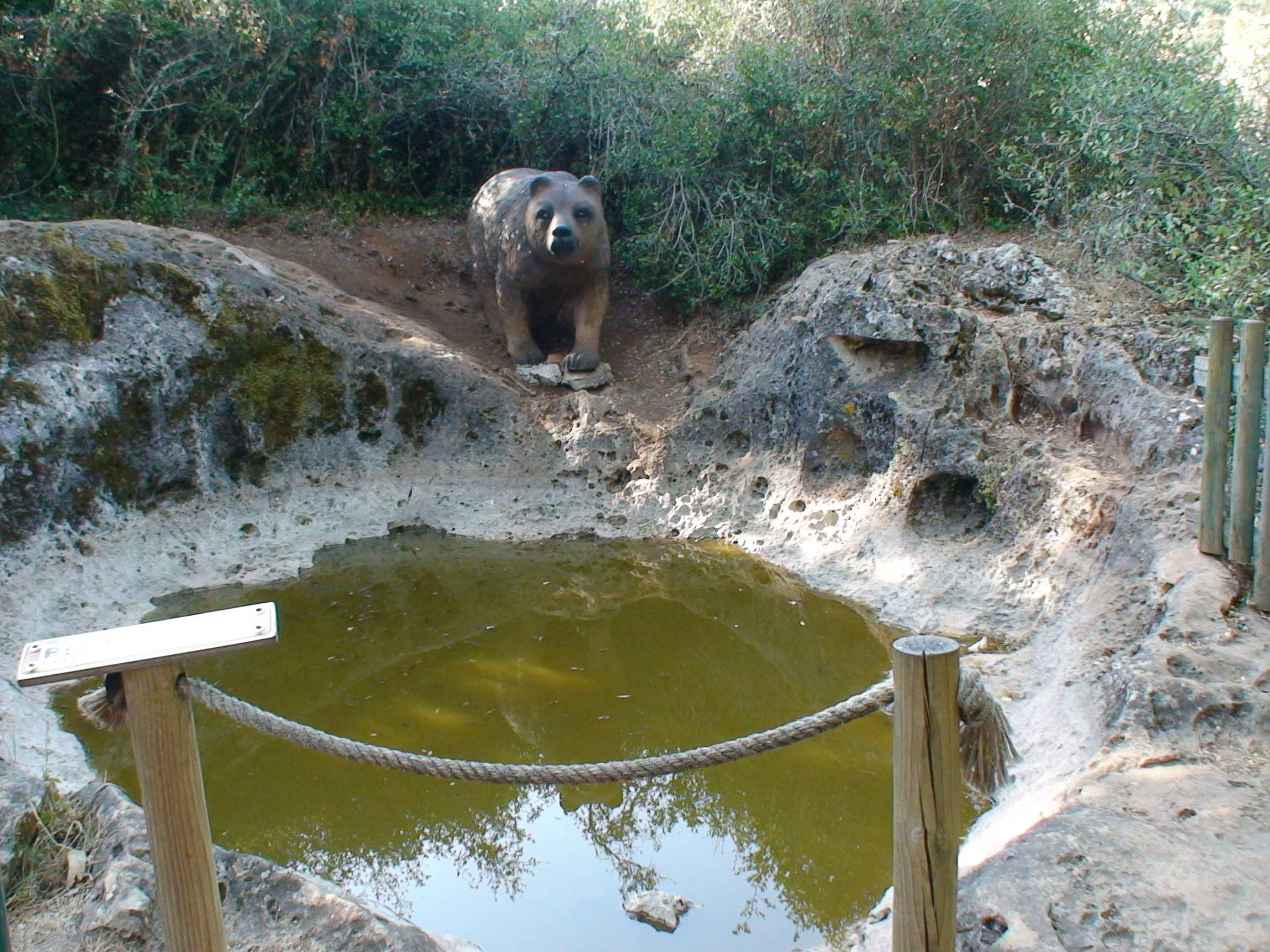
A Pia do Urso, que dá nome ao ecoparque.

O Ecoparque Sensorial da Pia do Urso é um ecoparque localizado no lugar da Pia do Urso, freguesia de São Mamede, concelho da Batalha, distrito de Leiria, em Portugal.
Constitui-se em um espaço rural que foi requalificado para o turismo, tendo as suas antigas casas reconstruídas e com a implantação de um parque temático ecológico, com um percurso pedestre "sensorial", isto é, adaptado a invisuais. O percurso é composto por várias estações interativas e lúdicas. Ao longo do percurso é possível apreciar a flora e a fauna, e diversas formações geológicas - as chamadas "pias" - onde, afirma-se, antigamente os ursos vinham dessendentar-se, de onde a origem da toponímia: Pia do Urso.
O local conta com um centro de acolhimento e interpretação, lojas, cafés e restaurantes, parque de estacionamento, parque de merendas, parque infantil, e um centro de BTT.
Em 2021 (10 abril) a aldeia de Pia do Urso foi o palco escolhido para a atribuição do título de campeão nacional de trail atribuído pela Federação Portuguesa de Atletismo e pela ATRP, numa prova decorrida num percursos de quase 100% trilhos com uma distância total de 35km e com um desnível positivo acumulado de 1600 metros. Sagrando como campeões nacionais os atletas Hélio Fumo e Mary Vieira.